# (4477) 1983 SB
(4477) 1983 SB là một Vành đai tiểu hành tinh. Nó được phát hiện bởi Bulgarian National Observatory ở Rozhen National Astronomical Observatory ngày 28 tháng 9 năm 1983.